# Мурска-Собота
Мурска-Собота (словен. Murska Sobota, нем. Olsnitz, венг. Muraszombat) — город и община на северо-востоке Словении, в регионе Прекмурье.

## Общая информация
Расположен в пятнадцати километрах от границ с Австрией и Венгрией, а расстояние до ближайшего крупного словенского города Марибора составляет 40 км. Город находится на реке Мура, которая является притоком Дравы.
С 29 мая по 6 июня 1919 г. - столица Республики Прекмурье. Страна провозгласила независимость от Советской Венгрии, но была быстро ликвидирована венгерскими войсками.
По данным переписи 2002 года население города составляет 12 393 жителя, а население всей общины — 20 080 человек. Мурска-Собота является одной из одиннадцати городских общин Словении. В 2006 году город был возведён в ранг резиденции епископа новосозданной епархии Мурска-Собота.

## Спорт
В городе базируется футбольный клуб «Мура», играющий на стадионе «Фазанерия.

## Галерея

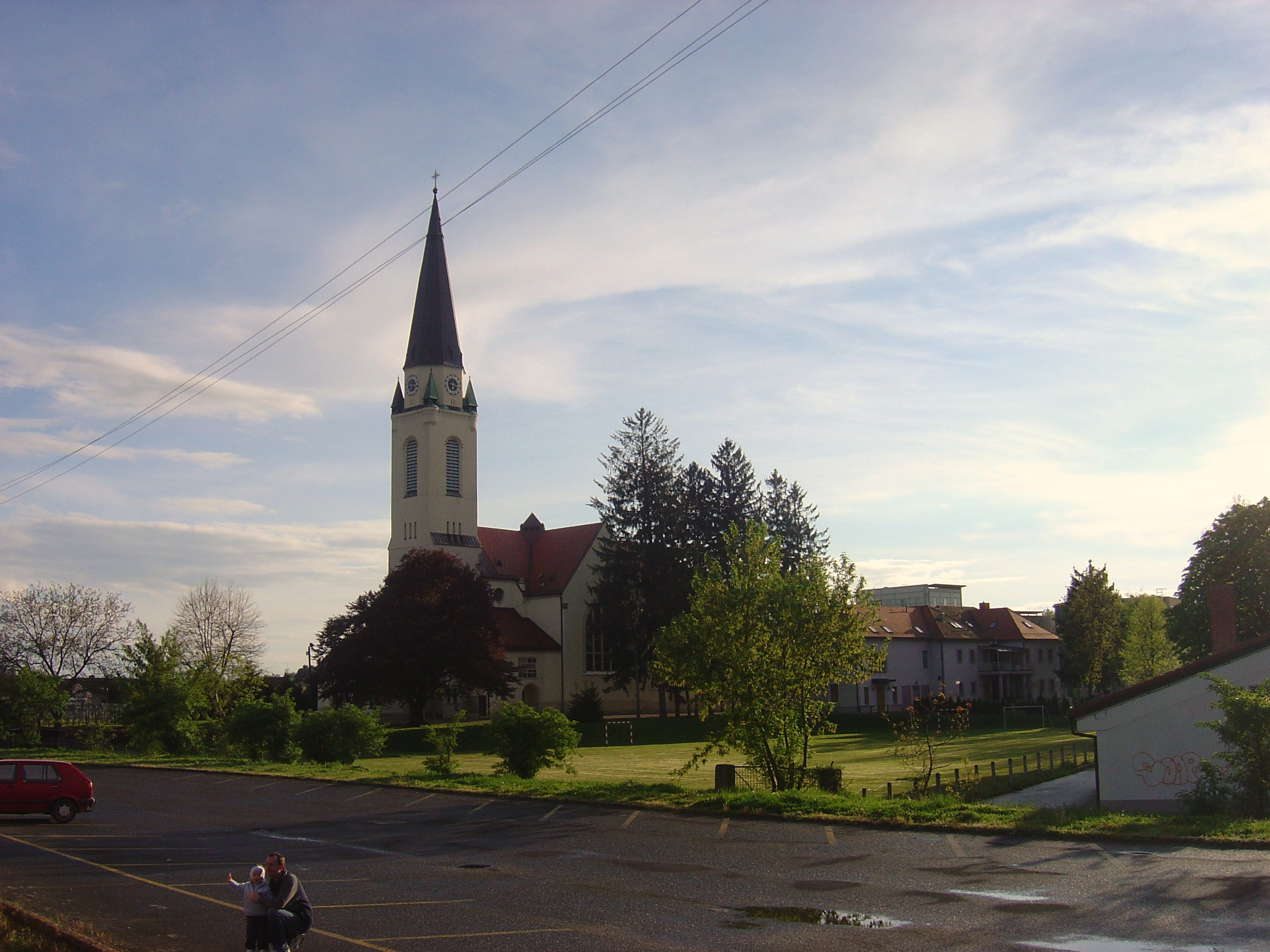
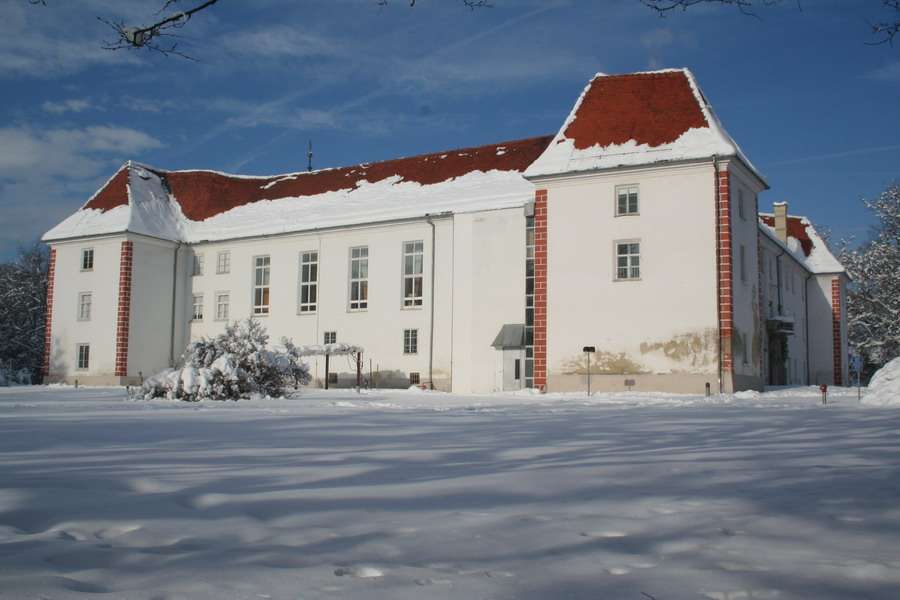
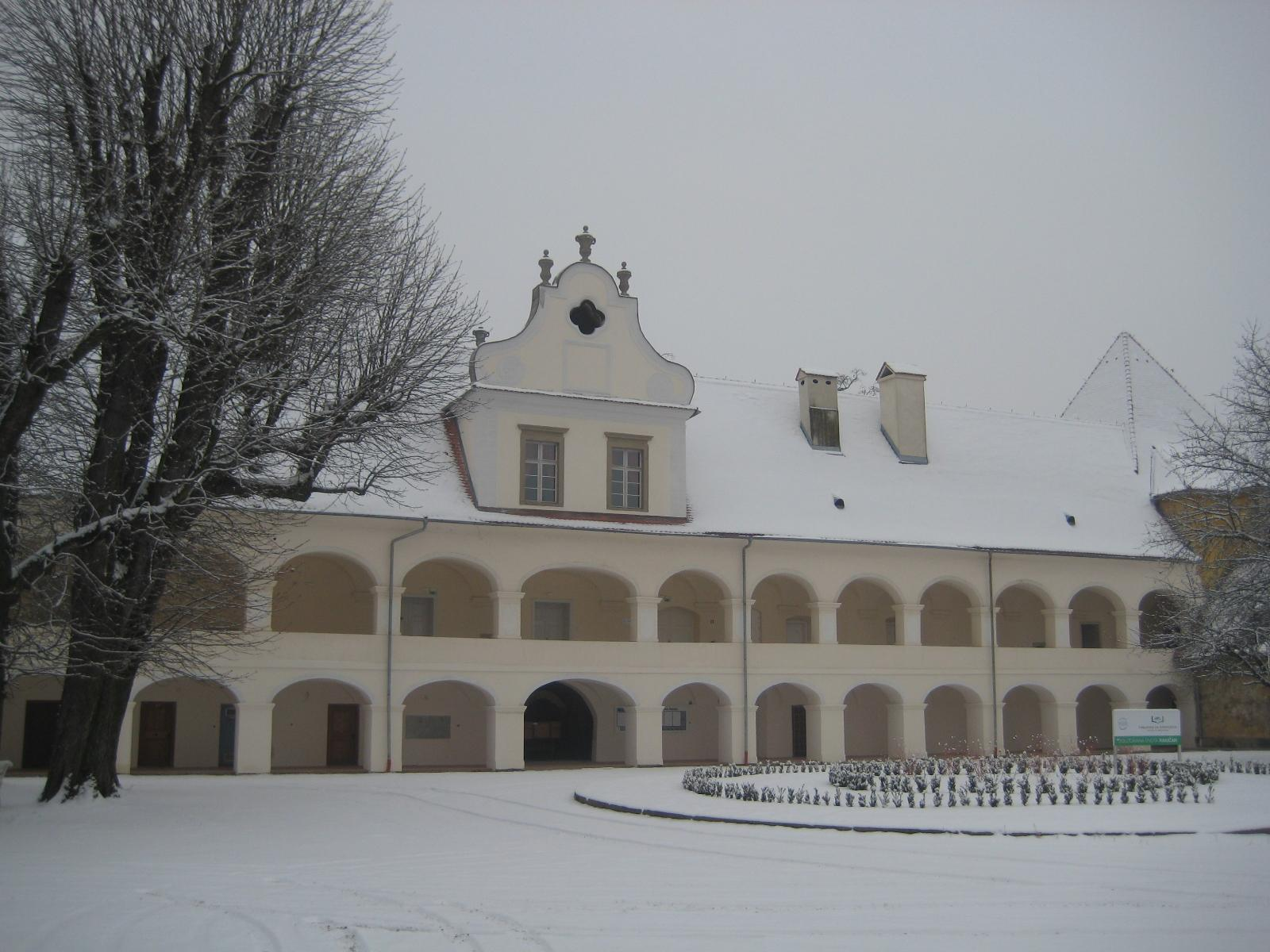

## Города-побратимы
- Ингольштадт, Германия
- Бетлехем, США
- Парачин, Сербия
- Кёрменд, Венгрия